# Henri Sauvage
Pour les articles homonymes, voir Sauvage (homonymie).
Frédéric Henri Sauvage dit Henri Sauvage, né le 10 mai 1873 à Rouen et mort le 21 mars 1932 à Paris, est un architecte et un décorateur français. Il est un disciple d'Eugène Viollet-le-Duc.
Concepteur prolifique, partisan de l'œuvre d'art totale définie par Henry Van de Velde, Henri Sauvage est considéré[Par qui ?] comme l’un des principaux architectes français du premier tiers du XXe siècle[évasif]. De l’Art nouveau à l’Art déco, Sauvage est l’un des rares créateurs de sa génération à avoir constamment et méthodiquement renouvelé ses repères formels et ses références techniques. La villa Majorelle à Nancy (1898-1902), les immeubles d'habitation à bon marché construits de 1903 à 1912, les immeubles à gradins du 26, rue Vavin (1912-1913) et du 13, rue des Amiraux (1913-1930), enfin les magasins 2 et 3 de la Samaritaine à Paris (1925-1930) et les magasins Decré à Nantes (1931) jalonnent une œuvre très diverse qui commença par les tentures décoratives et le mobilier, pour aboutir aux immeubles à gradins et à la préfabrication. La rigueur constructive, la hardiesse des partis et la qualité des détails servent un rationalisme pragmatique. Les exigences esthétiques, techniques, urbanistiques et sociales d’Henri Sauvage ont préparé les expériences menées par plusieurs générations d'architectes : en premier lieu ceux qui se firent connaître dans les années 1920, comme Le Corbusier ou Robert Mallet-Stevens, qui considérèrent Sauvage comme un précurseur de l'architecture dite moderne, à l'instar d'Auguste Perret ou de Tony Garnier.

## Biographie

### Formation et premières réalisations
Henri Sauvage étudie l'architecture à l'École nationale supérieure des beaux-arts de 1892 à 1903, dans l'atelier de Jean-Louis Pascal, mais quitte l'École sans en être diplômé et se revendique autodidacte. Fils spirituel de l'architecte rationaliste Frantz Jourdain (1847-1935), admirateur et ami de l'ébéniste nancéien Louis Majorelle (1859-1926), ami du peintre et créateur de meubles Francis Jourdain (le fils de Frantz Jourdain), de l'architecte-décorateur Hector Guimard et de l'architecte Auguste Perret, gendre, enfin, du sculpteur, médailleur et ébéniste Alexandre Charpentier, Henri Sauvage a construit sa première célébrité sur les chemins de traverse de l'Art nouveau. Vers 1895, pour le compte de l'entreprise de tentures décoratives de son père Henri-Albert Sauvage et l'associé de celui-ci, Alexandre-Amédée Jolly, il aménage une boutique de décoration 3 rue de Rohan, Paris 1er (détruite). L'entreprise Jolly fils et H. Sauvage reçoit de nombreuses commandes de tentures décoratives, notamment d'Hector Guimard pour son Castel Béranger, ou de Louis Majorelle. Pour ce travail, il s'inspire directement du livre de Viollet-le-Duc Histoire d'une Maison. C'est avec cette première activité de créateur de pochoirs puis de meubles et d'objets décoratifs que le jeune Henri Sauvage se forme à son métier. 
En 1897, Sauvage est à Bruxelles où il travaille chez l'architecte Paul Saintenoy. Le séjour d'Henri Sauvage à Bruxelles, qui le sensibilise aussi à l'Art nouveau très rationaliste de Paul Hankar, est aussi important pour la maturation artistique de Sauvage (et pour l'éclosion de l'Art nouveau français) que le fut pour Hector Guimard la visite que celui-ci fit à l'architecte belge Victor Horta deux ans plus tôt. En 1898, Sauvage épouse Marie-Louise Charpentier, fille d'Alexandre Charpentier. La même année, il fonde son agence et adhère à la Société nationale des beaux-arts où il expose régulièrement ses créations.

### Un protagoniste de l'Art nouveau

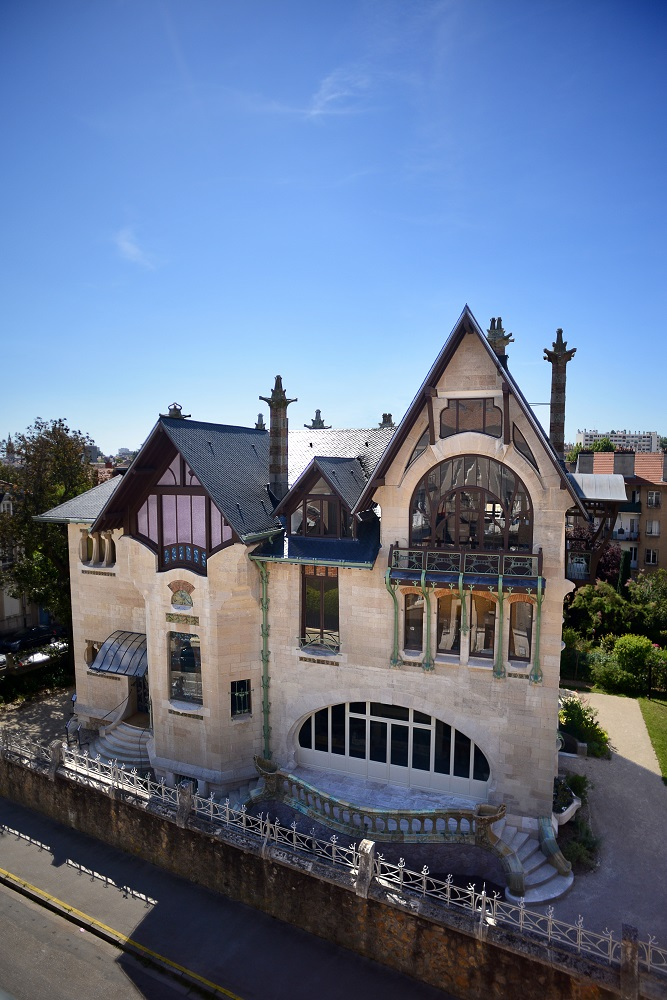
Villa Louis Majorelle à Nancy, vue générale de la façade Nord rénovée, 2020.

Toujours en 1898, il reçoit de Louis Majorelle la commande d'une villa à construire à proximité des nouveaux ateliers du maître-ébéniste nancéien. Parachevée en 1902, la villa Majorelle à Nancy vaut une précoce célébrité internationale au jeune architecte parisien. En 1899, Sauvage aménage deux salons au Café de Paris (détruits ; le salon mauve a été reconstitué au musée Carnavalet, Paris), après les trois salons que Louis Majorelle y a décorés l'année précédente. À l’Exposition universelle de Paris 1900, il réalise le théâtre de la danseuse Loïe Fuller (en collaboration avec Pierre Roche, Francis Jourdain et Alexandre Bigot), le Guignol parisien, le stand de Jolly fils et H. Sauvage, une usine pour la production électrique destinée à l’exposition et quelques édicules dans le cadre de l’exposition de L’Art de la rue organisée par Frantz Jourdain. Il signe des projets, non réalisés, de buvette, de mâts décoratifs, de pavillon pour les Établissements Majorelle, pour la revue La mode pratique.

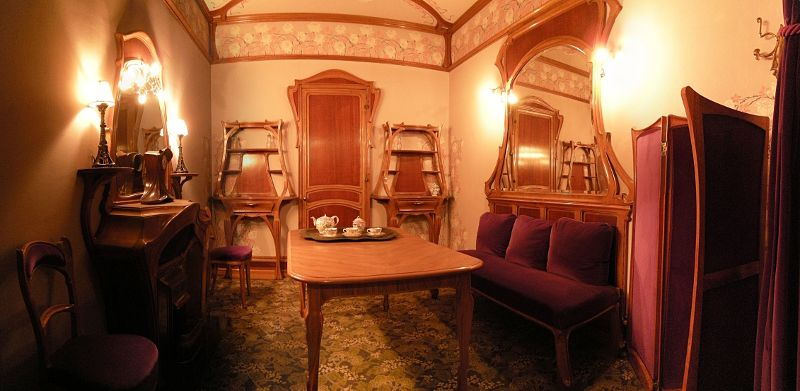
Salon particulier du café de Paris conçu par Henri Sauvage (anciennement situé 41 avenue de l'Opéra à Paris), 1899, musée Carnavalet.

De 1899 à 1901, Sauvage expose des meubles et objets divers aux salons annuels de L’Art dans Tout, ancien Groupe des Cinq (puis Société des Six) fondé en 1895 à l’initiative d’Alexandre Charpentier. En 1901, il adhère à la Société des artistes décorateurs (SAD), dès sa fondation. En 1901-1902, il réaménage le magasin du tapissier et décorateur Henri Jansen, 9 rue Royale (Paris 1er, détruit), où il collabore avec le ferronnier Régius (enseigne du magasin) et, pour la décoration de la salle de bains modèle, avec Francis Jourdain, Alexandre Charpentier et le céramiste Alexandre Bigot. En 1902, Sauvage réaménage la boutique du marchand de tissu Jules Coudyser, 19 rue de Cléry (Paris 2e, détruite). Il participe la même année à l’Exposition internationale d’art décoratif de Turin. En 1905, il reçoit la commande de la décoration de la maison de l'avocat Léon Losseau (maison Losseau) à Mons (Belgique) réaménagée sous la direction de Paul Saintenoy. Seules les mosaïques des vestibules seront réalisées par Sauvage et Sarazin, son associé. (NB : une grande partie de la décoration intérieure de la maison de Léon Losseau a été finalement réalisée par le Bruxellois Louis Sauvage, homonymie qui provoque souvent des confusions d'autant moins décelables que certains détails réalisés par Louis Sauvage, en particulier les luminaires moulurés en écoinçons aux angles des murs et du plafond du hall central, reprennent directement des solutions imaginées par Henri Sauvage). En 1908, il réalise la villa de la veuve du commandant Albert Marcot, 16 avenue Thiers à Compiègne (Oise), ornée de grès flammés de Gentil & Bourdet, de ferronneries de Régius et Ruffin (aujourd'hui dégradées), avec du mobilier de Louis Majorelle (disparu).

### Logement social, villas de luxe, immeubles de rapport et hôtels balnéaires

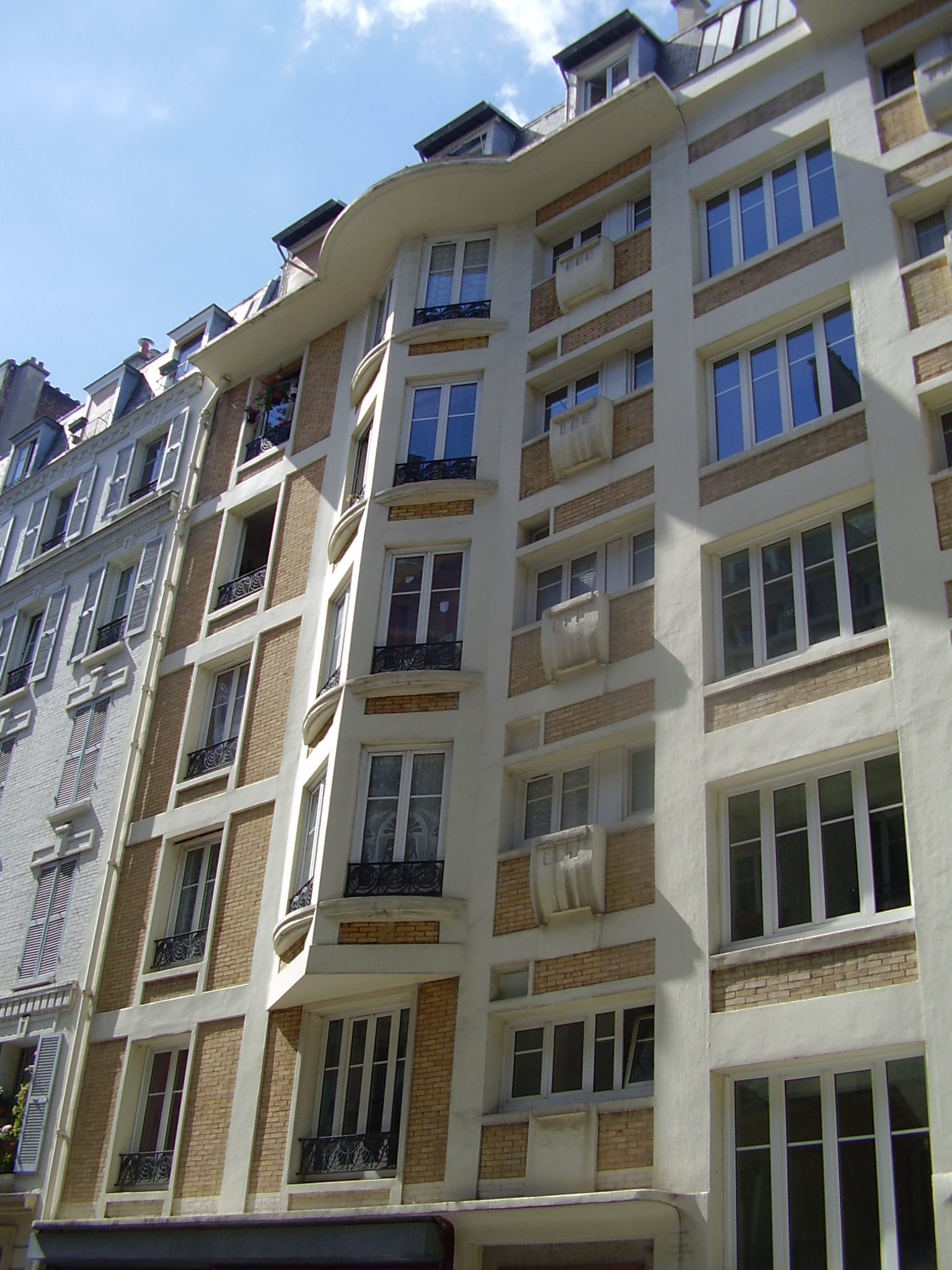
Immeuble HBM avec structure en béton armé apparente, au 7 rue de Trétaigne à Paris 18e, 1903-1904.

De 1902 à 1916, il collabore avec l'architecte Charles Sarazin avec lequel il participe à la fondation en 1903 de la Société des logements hygiéniques à bon marché. Il construit pour cette société six immeubles, en particulier le 7 rue de Trétaigne, Paris 18e (1903-1904) et le 163 boulevard de l'Hôpital, Paris 13e (1908), l'un et l'autre bâti au moyen d'une structure en béton armé apparente, avec remplissages en briques apparentes pour le premier immeuble, intégralement carrelée de grès de Gentil & Bourdet pour le second. Il réalise par ailleurs des immeubles HBM moins coûteux car de construction plus conventionnelle en briques porteuses apparentes, comme le 20, rue Severo, Paris 14e (1905), le 1 rue de la Chine, Paris 20e (1907), le 26 rue Jean-Macé au Havre (1911), le 1 rue Ferdinand-Flocon, Paris 18e (1912). Avec ces HBM, Henri Sauvage intègre avec grande rigueur les principes hygiénistes dans la conception et la construction des logements collectifs, suivant une méthode rationaliste directement nourrie aux écrits de Viollet-le-Duc. Sauvage est aussi l'un des premiers en France avec Auguste Perret à avoir utilisé le béton armé dans le domaine de l'architecture domestique, non pas seulement comme un matériau de construction, mais surtout comme un véritable matériau d'architecture : au 7 rue de Trétaigne, Sauvage met en œuvre une structure en béton armé d'apparence austère, mais dont la modularité très fonctionnelle crée une puissante scansion monumentale. La solution sera reprise par de nombreux architectes d'HBM, en particulier Auguste Labussière au groupe HBM de la rue de la Saïda, Paris XIIIe (1913).
L'association avec Charles Sarazin de 1902 à 1916 l'amène à construire à Biarritz deux audacieuses et élégantes villas mêlant Art nouveau et régionalisme : la villa Océana, construite sur l'avenue de l'Impératrice en 1903-1904 (détruite en 1975), et surtout la villa d'Albert-Guillaume Leuba (appelée villa Natacha à partir des années 1920), 110 rue d'Espagne (1905-1907), dont l'esthétique générale néo-basque n'est qu'apparente et qui fut l'une des plus grandes réussites d'Henri Sauvage en matière d'Art nouveau (collaborations avec le ferronnier Edgar Brandt, avec le peintre Frank Brangwyn, avec le céramiste Alexandre Bigot). Sauvage y conçoit aussi des vitraux inspirés des réalisations de Tiffany, ainsi que le mobilier, proche des réalisations de Gustave Serrurier-Bovy.

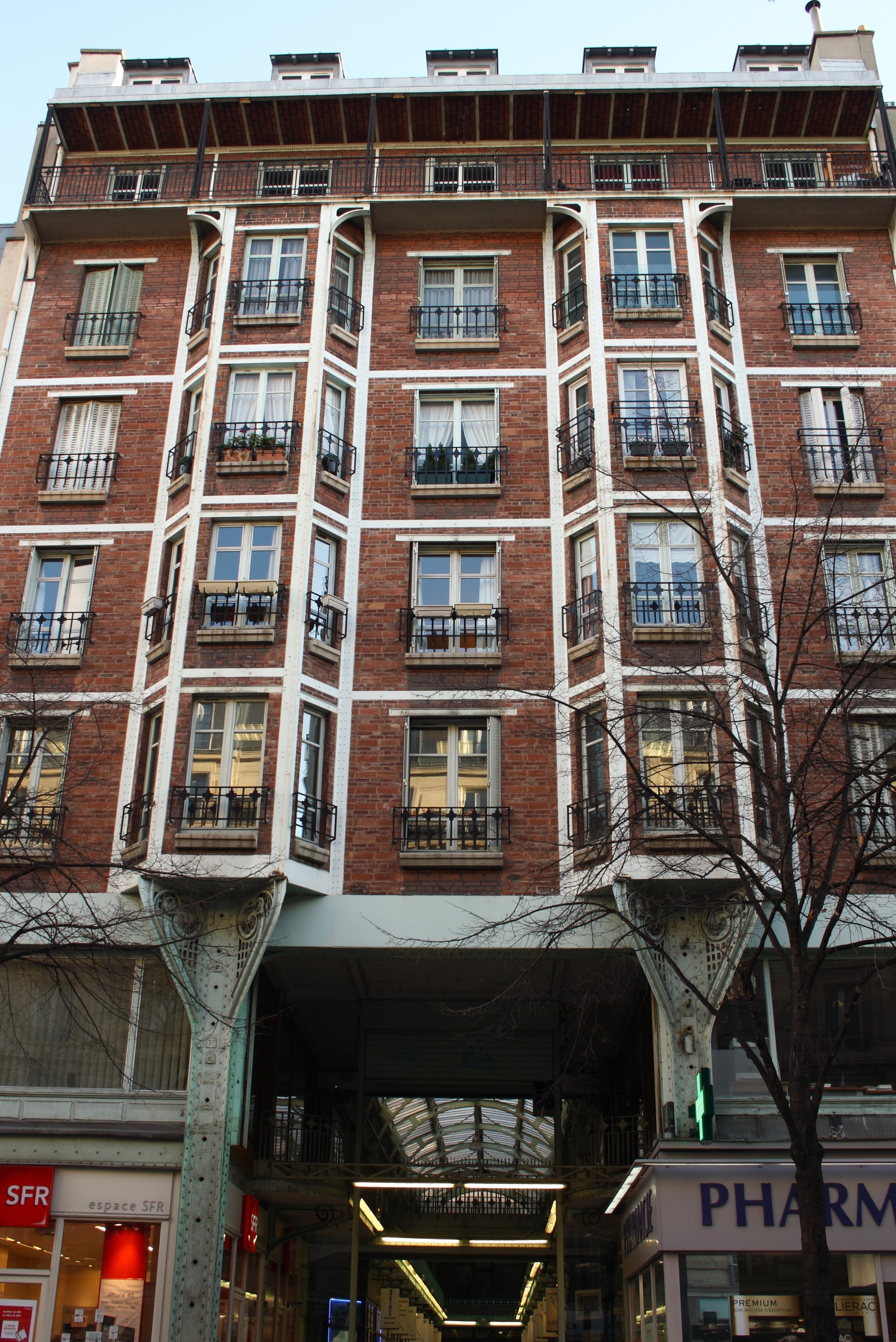
La Cité l'Argentine, avenue Victor-Hugo à Paris 16e, 1904.

Sauvage et Sarazin réalisent à Paris des immeubles de rapport d'un rationalisme constructif démonstratif, comme le 17 rue Damrémont, Paris 18e (1902), la Cité l'Argentine, 111 avenue Victor-Hugo, Paris 16e (1904) et le 7 rue Danville, Paris 14e (1904), d'un Art nouveau élégant comme le 22 rue Laugier, Paris 17e (1904), ou bien d'une esthétique aussi gracieuse qu'académique comme le 29 rue La Boétie, Paris 8e (1911). L'agence Henri Sauvage et Charles Sarazin travaille beaucoup avec le frère de celui-ci, l'ingénieur et homme d'affaires Paul Sarazin par qui le tandem reçoit de lucratives commandes d'hôtels balnéaires d'esthétique le plus souvent conventionnelle, mais d'une technique constructive parfois très avancée pour l'époque, qu'Henri Sauvage, très soucieux de sa réputation d'architecte novateur, a toujours cachée à ses contemporains. Ainsi Sauvage et Sarazin réalisent l'hôtel Princess, 2, boulevard Sainte-Beuve à Boulogne-sur-Mer (Pas-de-Calais, 1906), le Trianon Hôtel des Terrasses au Tréport (1908-1911, détruit), le Palace Hôtel de Monterrey (Mexique, 1909-1911, aujourd'hui Gran Hotel Ancira), la reconstruction de l'Hôtel Frascati au Havre (Seine-Maritime, 1910, détruit), le Golf Hôtel de Beauvallon à Grimaud (Var, 1911, achevé par Julien Flegenheimer), l'hôtel du Parc à Bourbonne-les-Bains (Haute-Marne, 1913).

### Le système de construction en gradins

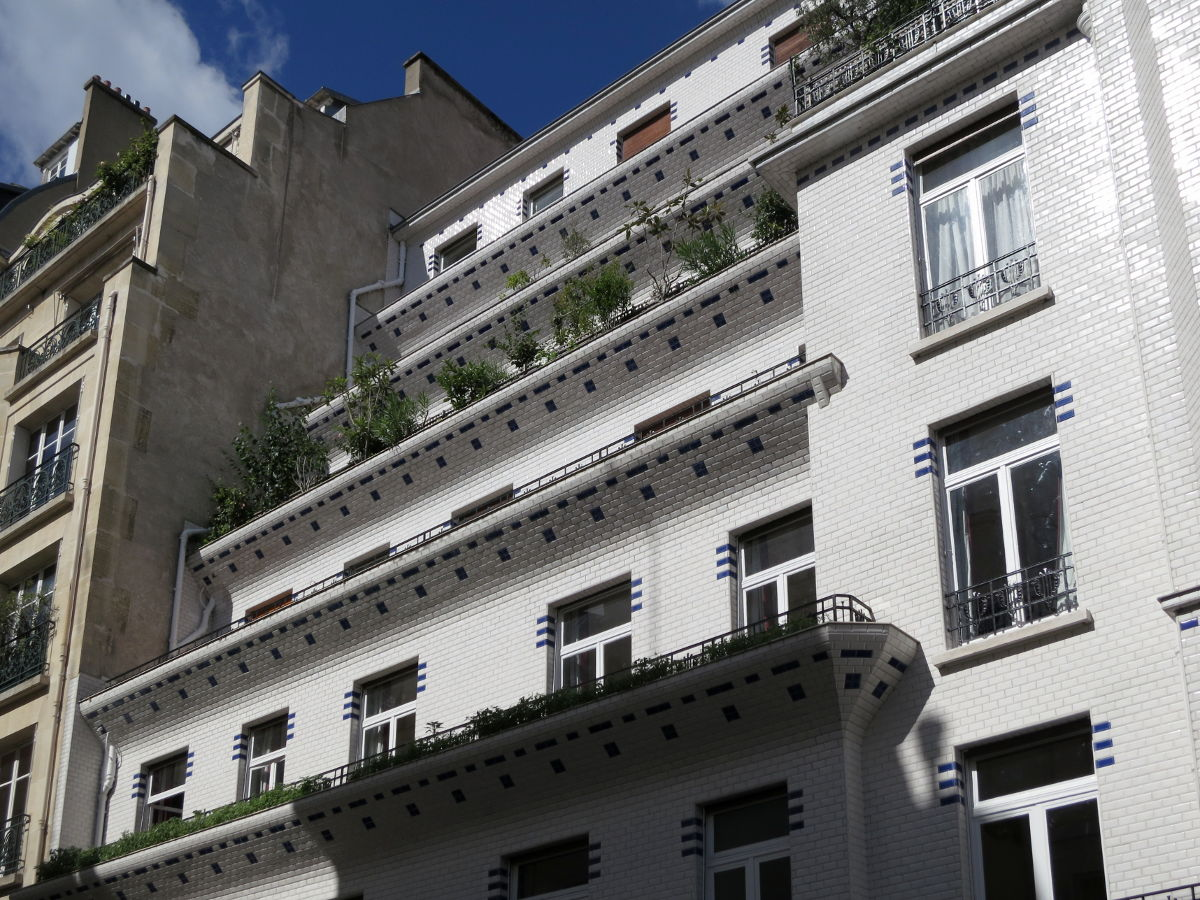
Immeuble en gradin, au 26, rue Vavin à Paris 6e, 1912-1913.

Poursuivant ses réflexions hygiénistes sur l’ensoleillement et l’aération des logements, qu'il avait amorcées avec les immeubles HBM construits pour la Société des logements hygiéniques à bon marché, Sauvage développe à partir de 1909 un ingénieux système d’immeubles à gradins, dont Charles Sarazin et lui déposent le brevet en 1912. Les seules applications en seront l'immeuble à gradins du 26, rue Vavin, Paris 6e, en 1912-1913 (Francis Jourdain y a aménagé son propre appartement), et celui du 13, rue des Amiraux (et sa célèbre piscine construite dans le volume central de l'immeuble), en 1913-1930, l'un et l'autre couvert de carrelage « métro » de l'entreprise Hippolyte Boulenger et Cie, dont l'effet sensationnel ne contribua pas peu à la célébrité. Un troisième projet d'immeubles HBM à gradins à construire sur la butte Montmartre, rue des Saules (1925-1928), est abandonné.

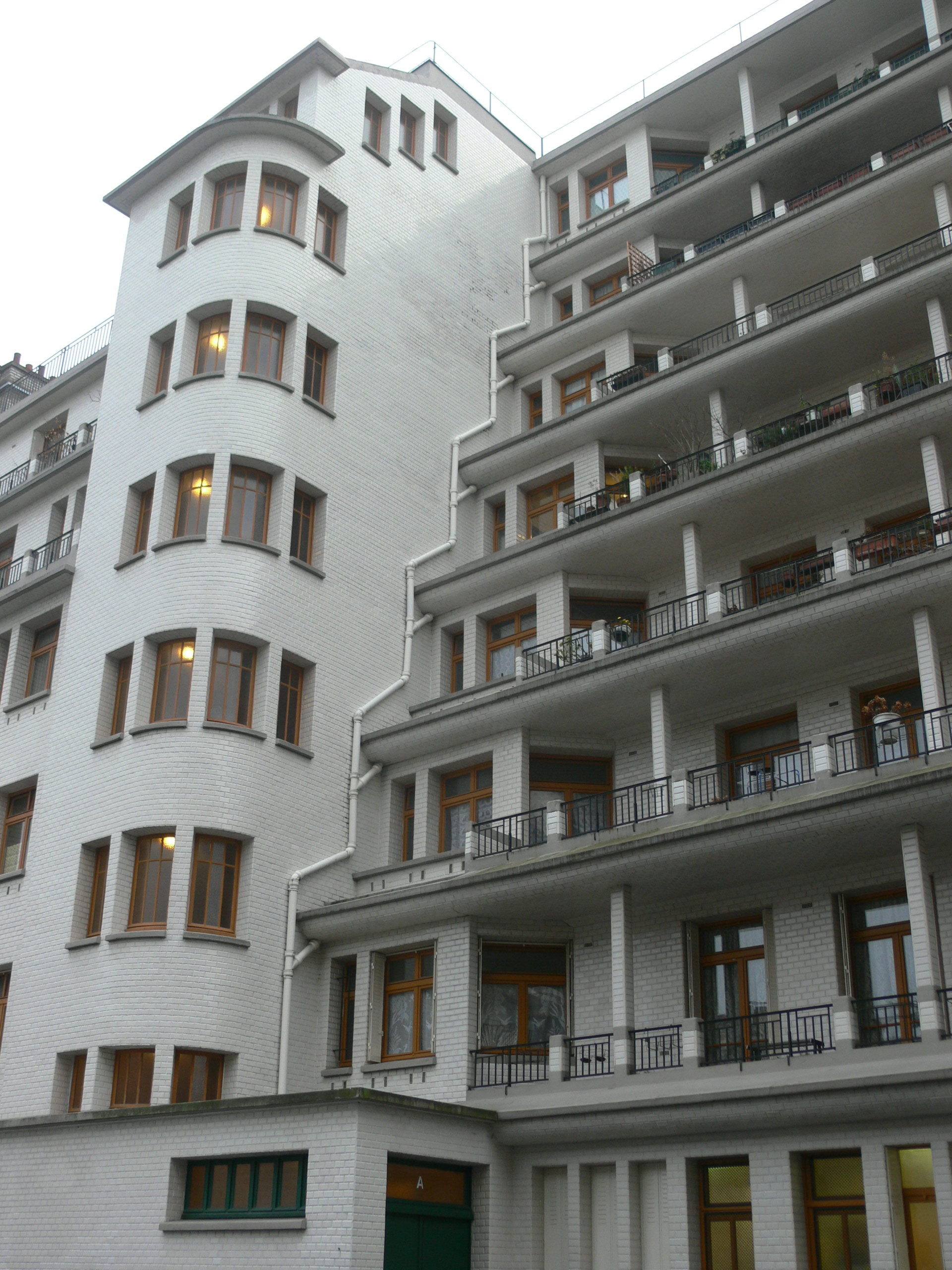
Immeuble de la rue des Amiraux à Paris 18e, 1913-1930.

Plus nombreux seront les projets spectaculaires, conçus pour frapper l'imagination du public : projet de Giant Hotel sur les berges de la Seine (1927), projet d'immeuble Metropolis, sur l'actuelle avenue du Président-Kennedy (1928), projet de gigantesque immeuble cruciforme à gradins sur le cimetière du Montparnasse à Paris (1930), projet pour le concours Rosenthal d'aménagement de la porte Maillot à Paris (1931).
Dérogeant à la lettre, sinon à l'esprit du règlement de voirie parisien de 1902, le système de construction en gradins imaginé par Sauvage fut, sur le papier, une généreuse réponse à l'insalubrité et à la surdensité des villes, et contribua fortement à la célébrité de son inventeur dans l'historiographie, en lui conférant un statut d'annonciateur du Mouvement moderne. À l'usage, cependant, les deux immeubles à gradins que réalisa Sauvage se sont avérés peu rentables, notamment en raison de l'obscur volume central dont l'affectation est aléatoire (Sauvage installe son agence dans le volume central du 26, rue Vavin ; une piscine municipale est construite dans celui du 13, rue des Amiraux), et surtout de la perte de surface habitable qu'entraîne le parti en gradins, sans que cette perte puisse être compensée par la plus grande hauteur des immeubles, qu'avait initialement espérée Sauvage, mais que lui interdirent les services préfectoraux de voirie. Malgré leur bilan fonctionnel mitigé, les immeubles à gradins ont eu un impact non négligeable sur les réflexions et réalisations d'importants architectes français des années 1950-1980, concepteurs de mégastructures, comme Georges Candilis, Jean Balladur, Michel Andrault et Pierre Parat, ou Jean Renaudie.

### Un inventeur de l'Art déco
Ses recherches fonctionnelles n'excluent nullement un goût prononcé pour le décoratif. En tant que membre du Salon d'automne fondé en 1903 à l'initiative de Frantz Jourdain, Henri Sauvage bénéficie d'un point de vue privilégié sur l'actualité artistique de son époque. Aussi est-il l'un des premiers créateurs de sa génération à percevoir la fin de l'Art nouveau, qu'il abandonne en 1909, et la naissance d'une esthétique nouvelle, plus tard appelée Art déco, qu'il sera l'un des premiers à pratiquer, en particulier avec l'immeuble qu'il construit pour Louis Majorelle, 124-126 rue de Provence, Paris 9e, en 1913. À l’Exposition des arts décoratifs de Paris en 1925, Henri Sauvage réalise le Pavillon Primavera (en collaboration avec l'architecte Georges Wybo et l'entreprise Peyret Frères), le Souk tunisien, le Panorama de l’Afrique du nord, la Galerie des boutiques (appelée aussi Galerie Constantine), ainsi qu'un transformateur électrique conçu avec sa belle-sœur, la sculptrice Zette Sauvage. Sa contribution très remarquée à l'exposition des Arts déco lui vaut la Légion d'honneur en 1926.

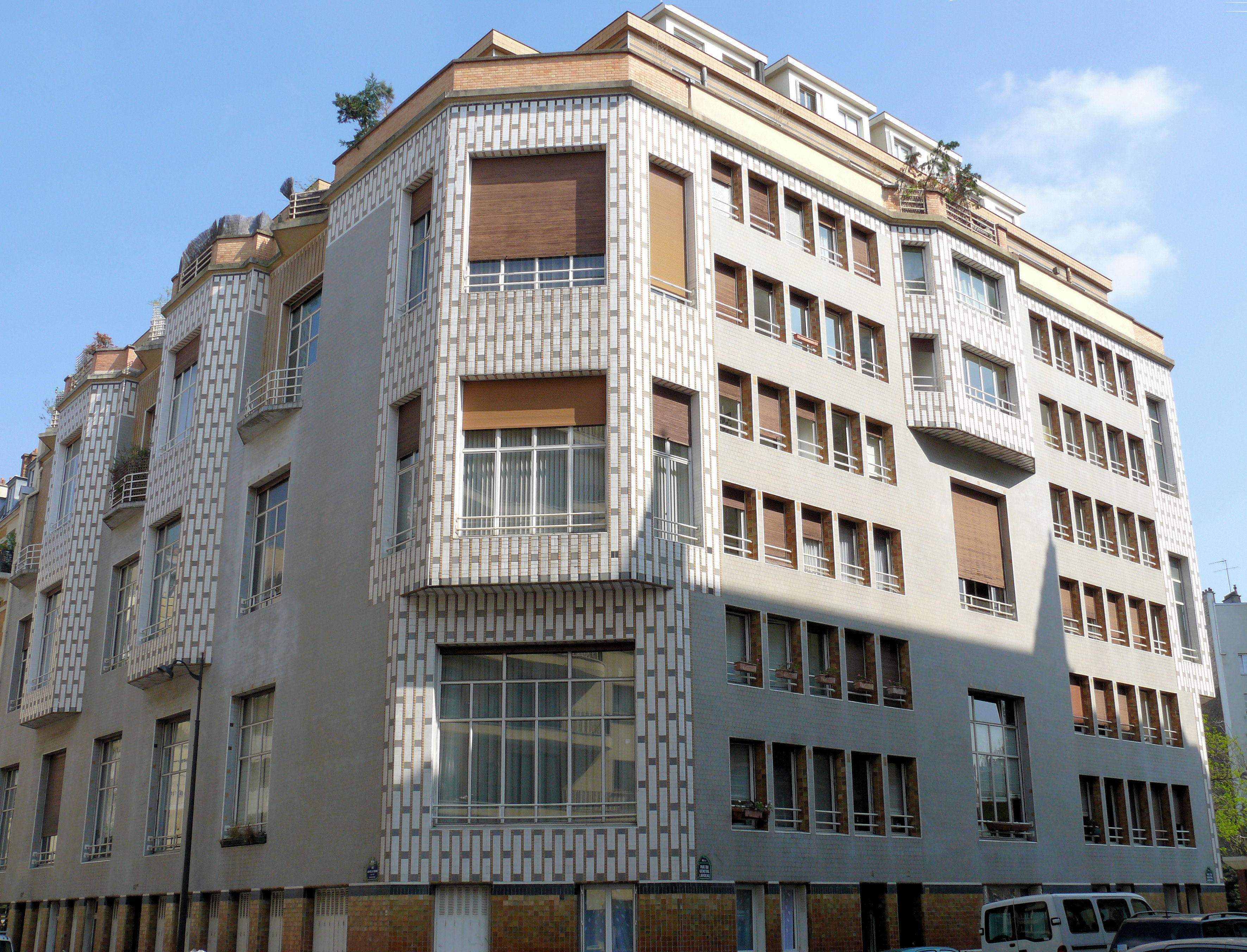
Le Studio-Building, 65 rue La Fontaine, Paris 16e, 1927.

Durant les années 1920, désormais séparé de Charles Sarazin, Henri Sauvage confirme son statut de protagoniste de l'architecture Art déco. Il signe à Paris deux cinémas : le Sèvres, 80 bis rue de Sèvres, Paris 7e (1920, détruit en 1975) et le Gambetta-Palace, 6 rue Belgrand, Paris 20e (1920, intérieur détruit). Il réalise de riches immeubles de rapport qui sont salués par la presse de l'époque comme des réponses aussi élégantes que fonctionnelles à l'évolution des besoins domestiques de l'entre-deux-guerres. Ainsi réalise-t-il le 137 boulevard Raspail, Paris 6e (1922, mitoyen de l'immeuble à gradins du 26 rue Vavin), les 4 et 6 avenue Sully-Prudhomme, Paris 7e (1923, métopes sommitales de François Pompon), et, en 1924, le 14-16 boulevard Raspail, Paris 7e, le 22-24 rue Beaujon, Paris 8e, le 42 rue de la Pompe, Paris 16e et le 50 avenue Duquesne-12 rue Éblé, Paris 7e. En 1926, il construit le 19 boulevard Raspail, Paris 7e, et le 8 bis boulevard Maillot à Neuilly-sur-Seine (Hauts-de-Seine). En 1927, il réalise le Studio-Building, luxueux immeuble d'appartements en duplex, situé 65 rue La Fontaine, Paris 16e, entièrement carrelé de grès de Gentil & Bourdet, polychromes côté rue et d'une lumineuse blancheur côté cour. Avec le Studio-Building, Sauvage donne une pragmatique réponse au projet d'immeuble de 120 villas superposées de Le Corbusier (1922). En bon homme d'affaires, il baptise son immeuble du nom du célèbre immeuble d'ateliers d'artistes construit par Richard Morris Hunt à New York en 1857.
De 1927 à 1931, il réalise deux immeubles de bureaux aux 8 et 10 rue Saint-Marc, Paris 2e. En 1928, il réalise le 28 rue Scheffer, Paris 16e. En 1929-1932, il réalise l’immeuble de rapport du Vert-Galant au 42 quai des Orfèvres (Paris 1er) qui lui valut les attaques de défenseurs du patrimoine architectural de la place Dauphine. Sauvage réfléchit de manière pragmatique au programme de l'immeuble de rapport et aux inflexions que lui impriment les difficultés économiques du temps et l'évolution rapide des techniques constructives. En 1925, Sauvage construit aussi la villa de Jean Hallade à Combs-la-Ville (Seine-et-Marne) et, en 1926, deux élégantes demeures, d'esprit très rationaliste : celle qu'il bâtit pour lui-même à Saint-Martin-la-Garenne (Yvelines), et l’hôtel particulier de Julien Reinach, 11 villa Madrid à Neuilly-sur-Seine.

### La construction rapide
Par-delà ces réalisations qui lui valent célébrité, et fortune, la grande affaire des années vingt est, pour Sauvage, celle de la préfabrication des éléments constructifs et de la rationalisation de la mise en œuvre, ce que l'architecte, qui admire l'organisation scientifique du travail américaine, appelle construction rapide. Pour la reconstruction dans le département de l'Aisne à partir de 1921, il propose des modèles de maisons individuelles visiblement préfabriquées. De 1924 à 1931, il dépose quatorze brevets de système constructifs novateurs ou de préfabrication d'éléments de second œuvre, notamment de systèmes de construction de cellules en acier préfabriquées (une maison à cellules standardisées est présentée au salon des Arts ménagers de 1926, et reconstruite 20 rue Félicien-David, Paris 16e ; détruite), ou en tube d'amiante-ciment Eternit (deux prototypes réalisés en 1931, dont un à Vanves, Hauts-de-Seine, non localisé). En 1925, il fonde la Société de constructions rapides, ancêtre des bureaux d'études techniques, qui seconde son agence d'architecture dans l'élaboration et l'expérimentation de procédés nouveaux. En 1927, il réalise une maison préfabriquée pour Maurice Bunau-Varilla, directeur du quotidien Le Matin, 12 rue de Chevreuse, Orsay (Essonne). De 1928 à 1931, dans le cadre du lotissement du 25-27 rue Legendre, Paris 17e, où il est l'architecte de quatre autres immeubles de rapport, Sauvage construit un immeuble expérimental au 4 square Gabriel-Fauré, où il exploite un brevet de poutres préfabriquées en béton armé, qu'il a déposé en 1928. La préfabrication des composants et l'industrialisation de la mise en œuvre n'excluent pas le souffle poétique, comme en témoigne son projet pour le concours de monument commémoratif de la première victoire de la Marne à Mondement (Marne, non réalisé), qu’il étudie avec sa belle-sœur Zette Sauvage en 1930. Ces expérimentations restent sans lendemain, faute d'une concentration suffisante des entreprises du secteur du bâtiment susceptibles de lancer des filières techniques et constructives nouvelles, faute d'une volonté gouvernementale comparable à celle qui se manifeste à partir de 1940, en raison aussi du trop grand isolement des expériences de ces brillantes individualités que furent Henri Sauvage, Eugène Beaudouin et Marcel Lods, ou Jean Prouvé. Ces expériences annoncent néanmoins les filières d'industrialisation de la construction de logements, mises en place dans la France des années 1940-1970.

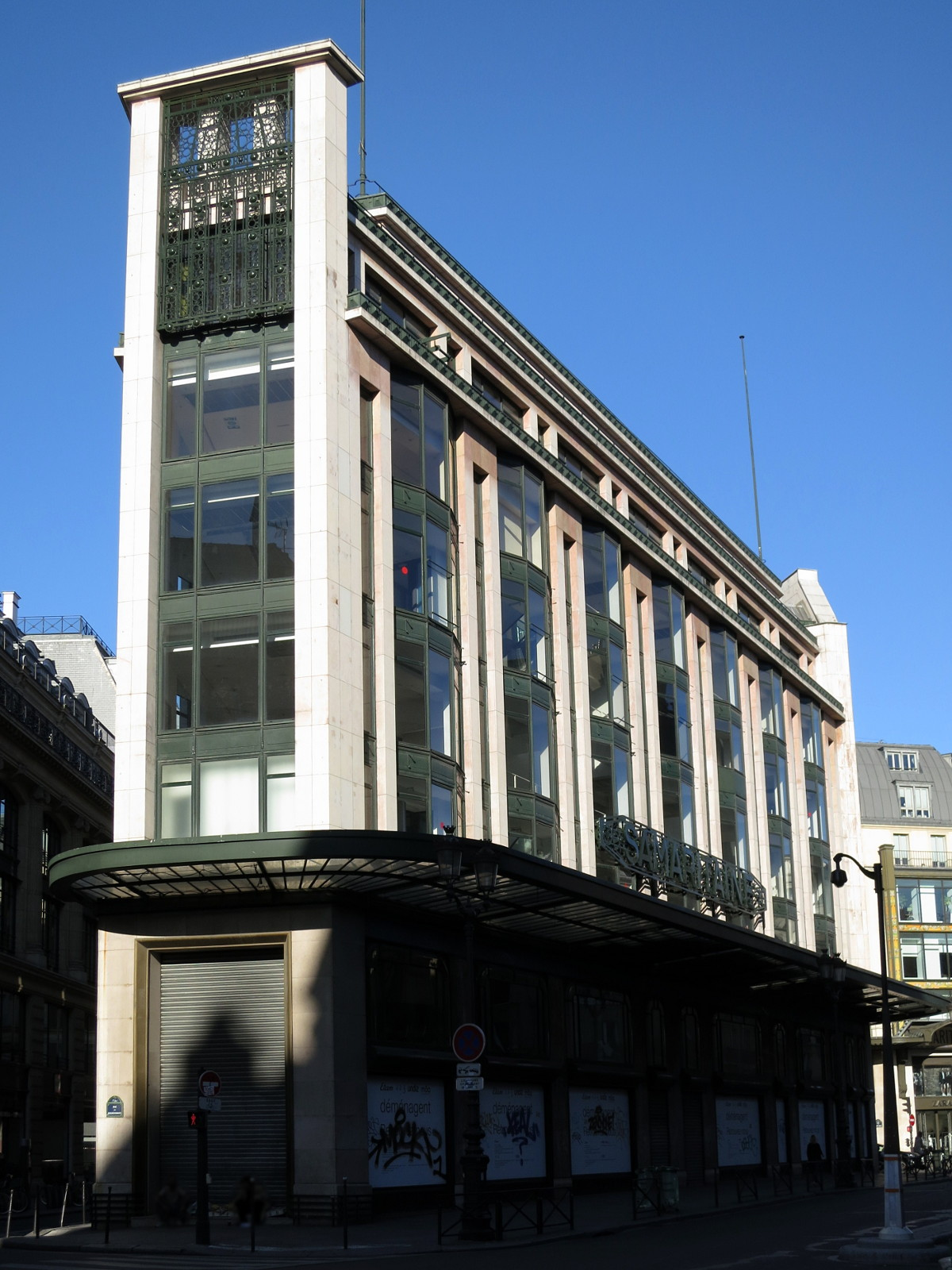
Le magasin 3 de la Samaritaine, rue de Rivoli à Paris 1er, 1930.

Ces deux axes de réflexion, sur le renouvellement de l'esthétique architecturale d'une part, sur la construction rapide d'autre part, trouvent leur synthèse avec l'extension du magasin 2 de la Samaritaine (initialement construit en 1903-1910 par Frantz Jourdain), quai du Louvre, Paris Ier (1925-1928), avec la reconstruction du magasin 3, rue de Rivoli, Paris 1er (1930), l'un et l'autre en collaboration avec Frantz Jourdain, et avec la construction du nouveau grand magasin Decré, rue du Moulin, Nantes (Loire-Inférieure, 1931, avec Charles Friesé ; détruit en 1943, reconstruit en 1949). Sur ces trois chantiers, Sauvage passe progressivement du statut d'observateur  des techniques constructives novatrices de son temps, à celui de chef d'orchestre, comme il le souligne dans les articles consacrés à ces chantiers. Les magasins 2 et 3 de la Samaritaine sont bâtis sans interruption de leur fonctionnement commercial ; les magasins Decré sont construits et achevés (hors travaux de fondations), en 97 jours.
Les façades de la nouvelle Samaritaine permettent à Sauvage de pratiquer l'échelle monumentale à laquelle son statut d'architecte travaillant presque exclusivement pour des clients privés ne lui permettait pas a priori d'atteindre. Les façades-rideau transparentes et lumineuses et la polychromie des magasins Decré sont saluées par Johannes Duiker comme une expression de cette Nouvelle Objectivité architecturale, alors visible surtout en Allemagne, en Suisse et aux Pays-Bas. Mort précocement, Sauvage n'eut pas l'occasion de pratiquer plus avant l'expression nouvelle qu'annoncent les magasins Decré et qui sans doute, eut fait de lui, non pas seulement l'annonciateur du Mouvement moderne que voit habituellement en lui l'historiographie, mais l'un de ses protagonistes.
De 1929 à 1931, il dirige l'atelier d'architecture de l'École nationale supérieure des arts décoratifs. Beaucoup de ses réalisations Art nouveau ont été détruites, d'autres, en particulier la villa Marcot à Compiègne, sont en mauvais état. Ses principales réalisations ont été classées ou inscrites au titre des monuments historiques à partir de 1975.

## Principales réalisations
Parmi les réalisations d’Henri Sauvage, on trouve :
- 1898-1902 : villa Majorelle, 1 rue Louis-Majorelle, Nancy, avec Lucien Weissenburger architecte d'exécution, Alexandre Charpentier, sculpteur ; Francis Jourdain, décorateur ; Alexandre Bigot, céramiste.
- 1899 : aménagement de deux salons au Café de Paris, 41 avenue de l'Opéra, Paris 1er, détruits dans la années 1950 (le salon mauve a été reconstitué au musée Carnavalet, Paris)
- 1900 : théâtre de Loïe Fuller à l'Exposition universelle de Paris (détruit)
- 1903 : immeuble de rapport, 17 rue Damrémont, Paris 18e (première collaboration avec Charles Sarazin)
- 1903-1904 : villa Océana à Biarritz (détruite en 1975)
- 1903-1904 : immeuble d'habitation à bon marché, 7 rue de Trétaigne, Paris 18e
- 1904 : immeuble de rapport, 22 rue Laugier à Paris 17e
- 1904 : immeuble de rapport et galerie commerciale, cité l'Argentine, 111 avenue Victor-Hugo à Paris 16e
- 1907 : villa Natacha, 110 rue d'Espagne, Biarritz
- 1908 : immeuble d'habitation à bon marché, 165 boulevard de l'Hôpital, Paris 13e
- 1908 : villa Marcot, 16 avenue Thiers à Compiègne (Oise)[33]
- 1909 : Hôtel Trianon Les Terrasses au Tréport (Seine-Maritime)
- 1910-1913: le Nouvel Hôtel (dénommé aussi Hôtel du Parc) à Bourbonne-les-Bains (Haute-Marne)
- 1909-1912 : Palace Hôtel (aujourd'hui Gran Hotel Ancira), avenue Melchor Ocampo Oriente 443, Monterrey, Mexique.
- 1912-1913 : immeuble de rapport, 26 rue Vavin, à Paris 6e (sa façade en gradins et l'appartement aménagé par Francis Jourdain servirent de décor au film Le Dernier Tango à Paris)[34]
- 1913 : magasins et immeuble de bureaux, 126 rue de Provence à Paris 9e pour Louis Majorelle
- 1913-1930 : immeuble d'habitation à bon marché et piscine (dite « des Amiraux »), 13 rue des Amiraux à Paris 18e. La piscine a été réhabilitée en 1980-1981 par l'atelier Canal (des architectes Patrick Rubin et Daniel Rubin)
- 1920 : cinéma le Gambetta-Palace, rue Belgrand à Paris 20e (actuel du MK2 Gambetta)
- 1925-1930 : extension du magasin 2 et reconstruction du magasin 3 de la Samaritaine en collaboration avec Frantz Jourdain[35]
- 1926-1927 : immeuble de rapport et ateliers d'artistes Studio Building, 65 rue La Fontaine à Paris 16e
- 1927 : le Sphinx, maison close, 31 boulevard Edgar-Quinet à Paris 14e (cette attribution est aujourd'hui infirmée ; détruit)
- 1929-1932 : immeuble de rapport "Le Vert Galant", 42 quai des Orfèvres à Paris 1er
- 1931 : grands magasins Decré, rue du Moulin à Nantes (détruits durant la Seconde Guerre mondiale)

#### Monuments historiques à Nancy
- Liste des monuments historiques de Nancy
- Lieux et monuments de Nancy
- Villa Majorelle

#### Monuments historiques
- Liste des sites classés et inscrits de Meurthe-et-Moselle
- Liste des monuments historiques de Meurthe-et-Moselle
- Liste des monuments historiques par commune française
- Monument Historique

#### Art nouveau à Nancy
- Art nouveau
- École de Nancy
- Liste des monuments art nouveau de Nancy
- Liste des hôtels particuliers Art nouveau de Nancy

#### Hommage
- Jardin Henri-Sauvage (Paris)